# Bagpuss
Bagpuss is een kinderprogramma, voor het eerst uitgezonden op de BBC in 1974 en gecreëerd door Oliver Postgate, die onder andere ook The Clangers schiep. Het is een animatieprogramma met een speelgoedkater genaamd ‘Bagpuss’ in de hoofdrol, en werd gefilmd met de techniek van stop-motion. Bagpuss bevat in elke aflevering een of meer liedjes, steeds met rijmpjes en woordspelingen. Er werden dertien afleveringen van gemaakt, die elk een kwartier duren. Bagpuss was een zeer populair programma: in 1999 eindigde het als eerste in een peiling van de BBC naar haar beste kinderprogramma aller tijden. De poppen alsook de foto’s waarmee het programma begint en eindigt, werden door illustrator Peter Firmin gemaakt. Het meisje Emily uit Bagpuss was Firmins dochter Emily.

## Personages
- Bagpuss: een stoffen kat, wit met roze strepen. Hij is wat versleten en zijn naden komen los („baggy and a bit loose at the seams”). Bagpuss slaapt gewoonlijk; slechts wanneer hij wakker is, leven alle andere personages ook. Bagpuss heeft magische gedachten: wanneer hij ergens aan denkt, verschijnen zijn gedachten in een ballon boven zijn hoofd en worden ze reëel. Op die wijze kan hij allerlei kapotte voorwerpen repareren. Soms heeft hij een speciale pet nodig als hulp: ‘I shall need my thinking cap!’. (‘A thinking cap’ is een Engelse uitdrukking.)
- De muizen van het muisorgel: wanneer Bagpuss slaapt, zijn de muizen ornamentele inkervingen op een muisorgel, een mechanisch muziekinstrument dat met rollen werkt. Wanneer ze leven, zijn de muizen enthousiaste diertjes die alle door Emily gebrachte voorwerpen reinigen en hierbij een vrolijk liedje op de melodie van Sumer is icumen in zingen. De namen van de muizen zijn niet bekend, behalve van een, die Charlie Mouse heet. Deze heeft dikwijls als eerste door wat het voorwerp is, waarop Bagpuss steevast antwoordt: ‘Do you, little Charlie Mouse?’. Wanneer het muizenorgel wordt opgepompt, verklaart Charlie plechtig: ‘The marvellous mechanical mouse organ!’ en maakt een buiging. De andere muizen halen een partituurrol tevoorschijn en heffen ze omhoog, waarbij ze ‘heave, heave, heave!’ roepen. De muizen spreken met zeer hoge piepstemmetjes.
- Madeleine: een lapjespop. Madeleine zit in een stoel en is wijs. Ze vermaant de muizen dikwijls wanneer die te geweldig te werk gaan. Madeleine zingt weleens een liedje en heeft een kistje met naaigaren en naalden.
- Gabriel: een pad. Hij heeft een banjo en zingt telkenmale een liedje dat met het onderwerp van de aflevering te maken heeft.
- Professor Yaffle: een oude specht. Hij is een houten boekensteun met een bril. Yaffle is een zeer gerespecteerde en zeer erudiete geleerde, die de meeste gedachten van Bagpuss en liedjes van de muizen onnozel vindt omdat ze niet logisch zijn. (Hij weet echter niet wat een prima ballerina is, tot verbazing van alle anderen.) Zijn stopuitdrukking is: ‘Fiddlesticks and flapdoodle!’, waarmee hij bedoelt dat hij iets heel ongeloofwaardig vindt.

## Structuur
Bagpuss begint in sepia en in de stijl van omstreeks het jaar 1900. Het meisje Emily heeft een winkel genaamd Bagpuss & Co., dat wil zeggen, een uitstalraam. In dit uitstalraam bewaart ze allerlei dingen die ze gevonden heeft, opdat degenen die ze verloren hebben ze eventueel kunnen ophalen. Aan het begin van elke aflevering heeft Emily iets nieuws gevonden (een oude fles, een balletschoen, een kussensloop enz.) en plaatst het in het uitstalraam vóór Bagpuss. Dan spreekt ze de magische woorden:
Bagpuss, dear Bagpuss,
Old, fat, furry cat-puss,
Wake up and look at the thing that I bring,
Wake up and be bright,
Be golden and light,
Bagpuss, oh, hear what I sing!
Hierop ontwaakt Bagpuss, en het sepia beeld verandert in kleur. De andere personages komen eveneens tot leven, en professor Yaffle klimt van zijn boeken omlaag om het nieuwe voorwerp te inspecteren. Vervolgens overleggen de personages wat het voorwerp zou kunnen zijn; meestal is het vuil of gebroken, waarop de muizen in actie schieten om het te reinigen of te repareren. Dan heeft Madeleine of Gabriel een idee omtrent wat het voorwerp zou kunnen zijn en zingen ze er een liedje over. Somtijds heeft evenwel Bagpuss een beter idee, en om het in de realiteit te kunnen omzetten, heeft hij al dan niet zijn thinking cap nodig. Deze liedjes en gedachten worden meestal door de muizen op hun muizenorgel begeleid. Professor Yaffle is gewoonlijk zeer sceptisch, omdat de meeste liedjes onlogisch zijn. Wanneer evenwel de muizen niet in staat zijn om het voorwerp te repareren, helpt alleen een magische gedachte van Bagpuss. Uiteindelijk ontdekken ze wat het voorwerp is en plaatsen ze het in het uitstalraam. Dan wordt Bagpuss heel moe; wanneer hij in slaap valt, keren alle andere personages ook weer in hun oude staat terug. Aan het einde van elke aflevering zijn de muizen opnieuw in ornamenten veranderd, zijn Madeleine en Gabriel slechts poppen en is professor Yaffle een boekensteun in de vorm van een specht. Het beeld is dan opnieuw in sepia veranderd. Elke aflevering eindigt met de woorden:
Bagpuss himself, once he was asleep,
was just an old, saggy cloth-cat,
baggy, and a bit loose at the seams,
but Emily loved him.

## Invloed
Bagpuss bevat vele liedjes die op oude folkmelodietjes of klassieke composities gebaseerd zijn, zoals het sinterklaasliedje ‘Hoor, wie klopt daar, kind’ren?’ in de aflevering The Giant, of de Humoresque van Antonín Dvořák. Het muizenliedje is op ’s werelds oudst bekende canon gebaseerd, Sumer is icumen in. Liedjes in Bagpuss zijn vaak absurd, zoals over een olifant zonder oren, of een koning wiens troon te koud is (The Bony King of Nowhere) en voor wie muizen een kussen breien. Bagpuss werd meermaals herhaald, en de figuur van de kater werd tevens als speelgoed verkocht. De originele poppen uit het programma worden in een museum te Canterbury bewaard.